# Dexter's Laboratory: Le Labo de Mandark
Dexter's Laboratory: Le Labo de Mandark, originellement intitulé Dexter's Laboratory: Mandark's Lab? est un jeu vidéo d'aventure publié le 2 mars 2002 sur console PlayStation et basé sur la série d'animation américaine Le Laboratoire de Dexter, diffusée sur Cartoon Network. Dans le jeu, l'antagoniste Mandark accède au laboratoire secret de Dexter dans l'intention de le détruire, et Dexter est forcé de l'arrêter. 
Red Lemon Studios en Écosse s'est chargé du développement du jeu pour BAM! Entertainment, et a été montré pendant l'Electronic Entertainment Expo (E3). Le jeu est développé pour des joueurs âgés entre 8 et 14 ans.

## Scénario
Le rival de Dexter, Mandark, réussit à accéder au laboratoire de ce premier et tente de changer le mot de passe pour l'empêcher de rentrer. Il y parvient, et Dexter est incapable de rentrer dans son laboratoire et tente d'imiter la voix de Mandark. Après avoir récupéré le modulateur vocal de Dee Dee dans sa chambre, il doit danser avec elle pour la convaincre de lui donner le mot de passe. Il réussit par la suite à rentrer dans son laboratoire.

## Système de jeu
Inspiré de la série télévisée homonyme, le jeu prend place dans la maison de Dexter et dans son laboratoire. Le mode solo est divisé en quatre niveaux qui comprennent des éléments de puzzle issus des diverses inventions de Dexter. Chaque niveau contient deux mini-jeu que le joueur doit trouver et terminer pour passer au niveau suivant. Le jeu comprend au total huit mini-jeux qui peuvent être joué en solo ou en multijoueur ; dans ce mode, le premier joueur joue Dexter et l'autre Mandark. Les mini-jeux incluent Dee Dee's Dance Off, Cootie Call, Up N Atom, et Dexter Dodge Ball. À chaque niveau, le joueur peut aussi débloquer différentes inventions améliorées en collectant quatre morceaux blueprint,. Ces inventions permettent de finir plus facilement les mini-jeux.

## Accueil
Basé sur quatre critiques, le jeu est noté d'un 62% sur Metacritic. Jennifer Beam d'Allgame attribue une note de 3 sur 5, appréciant les séquences animées et expliquant que « c'est comme regarder l'émission et les personnages sont relativement bien adaptés. » Beam prône aussi la voix de Dexter, prêtée par Candi Milo. Troy Oxford de The Atlanta Journal-Constitution explique que les mini-jeux sont un succès. Stephen Triche de PSIllustrated prône les graphismes, mais fustige le jeu dans son ensemble ainsi que les mini-jeux : « Pour moi, j'ai l'impression que Red-Lemon Studios ont utilisé le jeune public comme excuse pour avoir fait un jeu tout simplement vide. » PSXNation.com lui attribue une note de 52 %.